# Gereb May Zib'i
Gereb May Zib’i est un réservoir qui se trouve dans le woreda de Kilte Awula’ilo au Tigré en Éthiopie. Le barrage a été construit par le Bureau de l’Agriculture du Tigré.

## Environnement
Le bassin versant du réservoir a une superficie de 0,79 km2 et un périmetre de 3,93 km. Une partie des eaux du réservoir est perdue par percolation ; un effet secondaire et positif est que ces eaux contribuent à la recharge des aquifères.